# Takayasu Mikito

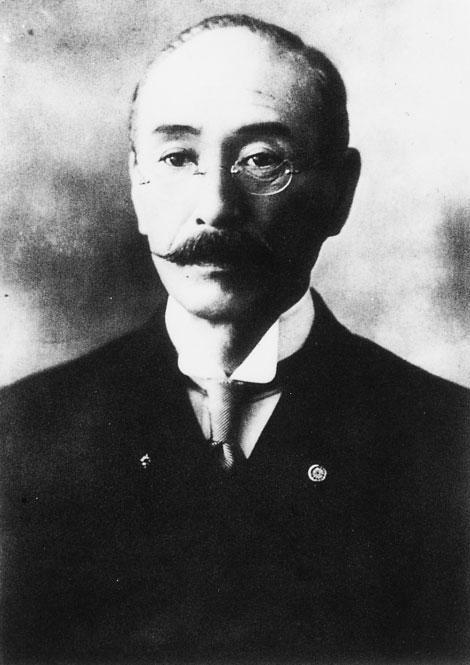
Takayasu Mikito

Takayasu Mikito (jap. 高安 右人; * Juli 1859 oder 1860 oder 4. September 1860 (traditionell Man’en 1/7/19) im Landkreis Ogi, Provinz Hizen (heute: Präfektur Saga); † 20. November 1938) war ein japanischer Augenarzt. Er ist einer der Erstbeschreiber der nach ihm benannten Takayasu-Arteriitis.

## Leben
Takayasu schloss 1887 sein Medizinstudium an der Universität Tokyo ab. 1888 wurde er Dozent an der Medizinischen Fakultät der staatlichen Vierten Höheren Mittelschule in Kanazawa und 1894 Leiter des zugehörigen Krankenhauses der nunmehrigen Medizinischen Fakultät der staatlichen Vierten Oberschule. Von 1899 bis 1901 hielt sich Takayasu in Deutschland auf und wurde anschließend Professor für Augenheilkunde an der Medizinischen Fachschule Kanazawa, ab 1923 Medizinische Hochschule Kanazawa. 1923 wurde Takayasu Dekan der Hochschule. Im darauffolgenden Jahr zog er sich von der Hochschule zurück und praktizierte in privater Praxis. 1938 starb er an einer Krebserkrankung.

## Beschreibung der Takayasu-Arteriitis
1908 stellte Takayasu bei der 12. Jährlichen Tagung der Augenärztlichen Gesellschaft Japans (Nihon ganka gakkai, engl. Japanese Ophthalmology Society) den Fall einer 21-jährigen Frau vor, die ihn 1905 und 1908 aufgesucht hatte. Die Patientin litt unter einem eingeschränkten Sehvermögen.  Die Untersuchung ihres Augenhintergrundes zeigte Gefäß-Anastomosen. Der Fallbericht wurde zudem veröffentlicht. Neben Takayasu stellten bei dieser Konferenz auch die Augenärzte Ōnishi Katsutomo und Kagoshima Tsurukichi ähnliche Aufnahmen vor und ergänzten ihre Fälle um die Beobachtung, dass der Puls der Arteria radialis  (Speichenarterie) nicht tastbar war. Takayasu hatte keine derartigen Befunde erhoben.
Die Bezeichnung „Takayasu-Krankheit“ wurde später durch Nakajima, die Bezeichnung „Takayasu-Arteriitis“ durch Shinmi geprägt.